# جائزة نيوزيلندا الكبرى 1957
جائزة نيوزيلندا الكبرى 1957 هو سباق فورمولا 1 أقيم بتاريخ 13 يناير 1957 في أوكلاند، نيوزيلندا. حلّ البريطاني ريج بارنيل أولا بينما جاء البريطاني بيتر وايتهيد في المركز الثاني.